# Одмар Форе
Одмар Форе (фар. Odmar Færø, нар. 1 листопада 1989, Торсгавн) — фарерський футболіст, захисник клубу «Клаксвік».
Виступав, зокрема, за клуби «Брондбю» та «Б36 Торсгавн», а також національну збірну Фарерських островів.

## Клубна кар'єра
У дорослому футболі дебютував 2007 року виступами за команду «Б36 Торсгавн», у якій провів один сезон, взявши участь у 34 матчах чемпіонату. 
Своєю грою за цю команду привернув увагу представників тренерського штабу клубу «Брондбю», до складу якого приєднався 2008 року. Відіграв за команду з Брондбю наступний сезон своєї ігрової кар'єри.
Згодом з 2009 по 2014 рік грав у складі команд «Б36 Торсгавн», «Кіт», «Б36 Торсгавн» та «Форфар Атлетік».
У 2014 році повернувся до клубу «Б36 Торсгавн». Цього разу провів у складі його команди чотири сезони. Більшість часу, проведеного у складі «Б36 Торсгавн», був основним гравцем захисту команди.
Протягом 2019 року захищав кольори клубу «Хамаркамератене».
До складу клубу «Клаксвік» приєднався 2020 року. Станом на 11 грудня 2023 року відіграв за команду з Клаксвіка 93 матчі в національному чемпіонаті.

## Виступи за збірні
Протягом 2007–2010 років залучався до складу молодіжної збірної Фарерських островів. На молодіжному рівні зіграв у 7 офіційних матчах.
У 2012 році дебютував в офіційних матчах у складі національної збірної Фарерських островів.
| Дата       | Місто                  | Господарі          | Результат | Гості             | Турнір                               | Голи | Примітки |
| ---------- | ---------------------- | ------------------ | --------- | ----------------- | ------------------------------------ | ---- | -------- |
| 15-8-2012  | Рейк'явік              | Ісландія           | 2 – 0     | Фарерські острови | товариський матч                     | -    |          |
| 7-9-2012   | Ганновер               | Німеччина          | 3 – 0     | Фарерські острови | Відбір до ЧС 2014                    | -    |          |
| 12-10-2012 | Торсгавн               | Фарерські острови  | 1 – 2     | Швеція            | Відбір до ЧС 2014                    | -    |          |
| 16-10-2012 | Торсгавн               | Фарерські острови  | 1 – 4     | Ірландія          | Відбір до ЧС 2014                    | -    | 61'      |
| 21-2-2023  | Бангкок                | Таїланд            | 2 – 0     | Фарерські острови | Відбір до ЧЄ 2024                    | -    | 46'      |
| 22-3-2013  | Відень                 | Австрія            | 6 – 0     | Фарерські острови | Відбір до ЧС 2014                    | -    |          |
| 7-9-2014   | Торсгавн               | Фарерські острови  | 1 – 3     | Фінляндія         | Відбір до ЧЄ 2016                    | -    |          |
| 14-11-2014 | Пірей                  | Греція             | 0 – 1     | Фарерські острови | Відбір до ЧЄ 2016                    | -    | 85'      |
| 29-3-2015  | Плоєшті                | Румунія            | 1 – 0     | Фарерські острови | Відбір до ЧЄ 2016                    | -    | 74'      |
| 13-6-2015  | Торсгавн               | Фарерські острови  | 2 – 1     | Греція            | Відбір до ЧЄ 2016                    | -    | 74'      |
| 4-9-2015   | Торсгавн               | Фарерські острови  | 1 – 3     | Північна Ірландія | Відбір до ЧЄ 2016                    | -    |          |
| 8-10-2015  | Будапешт               | Угорщина           | 2 – 1     | Фарерські острови | Відбір до ЧЄ 2016                    | -    | 84'      |
| 11-10-2015 | Торсгавн               | Фарерські острови  | 0 – 3     | Румунія           | Відбір до ЧЄ 2016                    | -    | 79'      |
| 3-6-2016   | Франкфурт-на-Майні     | Косово             | 2 – 0     | Фарерські острови | товариський матч                     | -    |          |
| 13-11-2016 | Люцерн                 | Швейцарія          | 2 – 0     | Фарерські острови | Відбір до ЧС 2018                    | -    | 89'      |
| 9-6-2017   | Торсгавн               | Фарерські острови  | 0 – 2     | Швейцарія         | Відбір до ЧС 2018                    | -    | 71'      |
| 31-8-2017  | Порту                  | Португалія         | 5 – 1     | Фарерські острови | Відбір до ЧС 2018                    | -    |          |
| 3-9-2017   | Торсгавн               | Фарерські острови  | 1 – 0     | Андорра           | Відбір до ЧС 2018                    | -    |          |
| 10-10-2017 | Будапешт               | Угорщина           | 1 – 0     | Фарерські острови | Відбір до ЧС 2018                    | -    | 88'      |
| 25-3-2018  | Торсгавн               | Фарерські острови  | 3 – 0     | Ліхтенштейн       | товариський матч                     | -    |          |
| 11-10-2018 | Торсгавн               | Фарерські острови  | 0 – 3     | Азербайджан       | Ліга націй УЄФА 2018-2019 - 1-й етап | -    |          |
| 14-10-2018 | Торсгавн               | Фарерські острови  | 1 – 1     | Косово            | Ліга націй УЄФА 2018-2019 - 1-й етап | -    |          |
| 17-11-2018 | Баку                   | Азербайджан        | 2 – 0     | Фарерські острови | Ліга націй УЄФА 2018-2019 - 1-й етап | -    | 73'      |
| 20-11-2018 | Аттард                 | Мальта             | 1 – 1     | Фарерські острови | Ліга націй УЄФА 2018-2019 - 1-й етап | -    | 83'      |
| 23-3-2019  | Аттард                 | Мальта             | 2 – 1     | Фарерські острови | Відбір до ЧЄ 2020                    | -    |          |
| 26-3-2019  | Клуж-Напока            | Румунія            | 4 – 1     | Фарерські острови | Відбір до ЧЄ 2020                    | -    |          |
| 7-6-2019   | Торсгавн               | Фарерські острови  | 1 – 4     | Іспанія           | Відбір до ЧЄ 2020                    | -    |          |
| 10-6-2019  | Торсгавн               | Фарерські острови  | 0 – 2     | Норвегія          | Відбір до ЧЄ 2020                    | -    |          |
| 15-11-2019 | Осло                   | Норвегія           | 4 – 0     | Фарерські острови | Відбір до ЧЄ 2020                    | -    |          |
| 7-10-2020  | Гернінг                | Данія              | 4 – 0     | Фарерські острови | товариський матч                     | -    | 62'      |
| 10-10-2020 | Торсгавн               | Фарерські острови  | 1 – 1     | Латвія            | Ліга націй УЄФА 2020-2021 - 1-й етап | 1    |          |
| 13-10-2020 | Торсгавн               | Фарерські острови  | 2 – 0     | Андорра           | Ліга націй УЄФА 2020-2021 - 1-й етап | -    |          |
| 14-11-2020 | Рига                   | Латвія             | 1 – 1     | Фарерські острови | Ліга націй УЄФА 2020-2021 - 1-й етап | -    |          |
| 17-11-2020 | Аттард                 | Мальта             | 1 – 1     | Фарерські острови | Ліга націй УЄФА 2020-2021 - 1-й етап | -    | 49'      |
| 25-3-2021  | Кишинів                | Молдова            | 1 – 1     | Фарерські острови | Відбір до ЧС 2022                    | -    | 40'      |
| 4-6-2021   | Торсгавн               | Фарерські острови  | 0 – 1     | Ісландія          | товариський матч                     | -    |          |
| 7-6-2021   | Торсгавн               | Фарерські острови  | 5 – 1     | Ліхтенштейн       | товариський матч                     | -    | 45'      |
| 1-9-2021   | Торсгавн               | Фарерські острови  | 0 – 4     | Ізраїль           | Відбір до ЧС 2022                    | -    |          |
| 4-9-2021   | Торсгавн               | Фарерські острови  | 0 – 1     | Данія             | Відбір до ЧС 2022                    | -    |          |
| 7-9-2021   | Торсгавн               | Фарерські острови  | 2 – 1     | Молдова           | Відбір до ЧС 2022                    | -    | 65'      |
| 9-10-2021  | Торсгавн               | Фарерські острови  | 0 – 2     | Австрія           | Відбір до ЧС 2022                    | -    | 6' 68'   |
| 12-10-2021 | Торсгавн               | Фарерські острови  | 0 – 1     | Шотландія         | Відбір до ЧС 2022                    | -    |          |
| 12-11-2021 | Копенгаген             | Данія              | 3 – 1     | Фарерські острови | Відбір до ЧС 2022                    | -    |          |
| 15-11-2021 | Нетанья                | Ізраїль            | 3 – 2     | Фарерські острови | Відбір до ЧС 2022                    | -    |          |
| 26-3-2022  | Гібралтар              | Гібралтар          | 0 – 0     | Фарерські острови | товариський матч                     | -    | 62'      |
| 29-3-2022  | Сан-Педро-дель-Пінатар | Ліхтенштейн        | 0 – 1     | Фарерські острови | товариський матч                     | -    | 88'      |
| 4-6-2022   | Стамбул                | Туреччина          | 4 – 0     | Фарерські острови | Ліга націй УЄФА 2022-2023 - 1-й етап | -    |          |
| 7-6-2022   | Торсгавн               | Фарерські острови  | 0 – 1     | Люксембург        | Ліга націй УЄФА 2022-2023 - 1-й етап | -    | 84'      |
| 11-6-2022  | Торсгавн               | Фарерські острови  | 2 – 1     | Литва             | Ліга націй УЄФА 2022-2023 - 1-й етап | -    | 42' 66'  |
| 24-3-2023  | Кишинів                | Молдова            | 1 – 1     | Фарерські острови | Відбір до ЧЄ 2024                    | -    | 79'      |
| 27-3-2023  | Скоп'є                 | Північна Македонія | 1 – 0     | Фарерські острови | товариський матч                     | -    | 72'      |
| 17-6-2023  | Торсгавн               | Фарерські острови  | 0 – 3     | Чехія             | Відбір до ЧЄ 2024                    | -    |          |
| 20-6-2023  | Торсгавн               | Фарерські острови  | 1 – 3     | Албанія           | Відбір до ЧЄ 2024                    | 1    |          |
| 7-9-2023   | Варшава                | Польща             | 2 – 0     | Фарерські острови | Відбір до ЧЄ 2024                    | -    |          |
| 10-9-2023  | Торсгавн               | Фарерські острови  | 0 – 1     | Молдова           | Відбір до ЧЄ 2024                    | -    |          |
| 12-10-2023 | Торсгавн               | Фарерські острови  | 0 – 2     | Польща            | Відбір до ЧЄ 2024                    | -    | 90+4'    |
| 15-10-2023 | Пльзень                | Чехія              | 1 – 0     | Фарерські острови | Відбір до ЧЄ 2024                    | -    | 90+5'    |
| 16-11-2023 | Осло                   | Норвегія           | 2 – 0     | Фарерські острови | товариський матч                     | -    |          |
| 20-11-2023 | Тирана                 | Албанія            | 0 – 0     | Фарерські острови | Відбір до ЧЄ 2024                    | -    |          |
| Усього     |                        | Матчів             | 59        |                   | Голів                                | 2    |          |